# Graham Moore
Graham Moore (Chicago (Illinois), 1981) is een Amerikaans scenarioschrijver en schrijver.

## Biografie
Graham Moore werd geboren in Chicago en groeide op in de north side van de stad. Zijn ouders (allebei advocaat) scheidden toen hij nog heel jong was. Hij studeerde af aan de University of Chicago Laboratory Schools in 1999 en ging vervolgens naar de Columbia-universiteit. Hij begon te werken als geluidstechnicus vooraleer hij een carrière als schrijver startte. Zijn eerste scenario schreef hij voor de niet lang lopende televisieserie  10 Things I Hate About You. Zijn debuutroman The Sherlockian stond in 2010 drie weken in de New York Times-bestsellerlijst. In 2011 schreef hij het scenario voor The Imitation Game, gebaseerd op de biografie Alan Turing: The Enigma van Andrew Hodges. De film verscheen in 2014 en Moore behaalde voor het scenario een aantal filmprijzen waaronder een Oscar en Satellite Award en kreeg nominaties voor de Golden Globe en BAFTA Award.

## Werken

### Filmografie (scenario)
- 10 Things I Hate About You (televisieserie, 2009-2010)
- The Imitation Game (2014)
- The Outfit (2022) tevens regie.

## Prijzen en nominaties
| Jaar | Prijs                                                | Categorie               | Werk               | Resultaat   |
| ---- | ---------------------------------------------------- | ----------------------- | ------------------ | ----------- |
| 2014 | British Independent Film Awards                      | Beste scenario          | The Imitation Game | Genomineerd |
| 2014 | Washington D.C. Area Film Critics Association Awards | Beste bewerkte scenario | The Imitation Game | Genomineerd |
| 2014 | San Francisco Film Critics Circle Award              | Beste bewerkte scenario | The Imitation Game | Genomineerd |
| 2014 | Phoenix Film Critics Society Awards                  | Beste bewerkte scenario | The Imitation Game | Genomineerd |
| 2014 | Chicago Film Critics Association                     | Beste bewerkte scenario | The Imitation Game | Genomineerd |
| 2015 | Central Ohio Film Critics Association                | Beste bewerkte scenario | The Imitation Game | Gewonnen    |
| 2015 | Georgia Film Critics Association                     | Beste bewerkte scenario | The Imitation Game | Genomineerd |
| 2015 | Golden Globe Award                                   | Beste scenario          | The Imitation Game | Genomineerd |
| 2015 | Critics' Choice Movie Awards                         | Beste bewerkte scenario | The Imitation Game | Genomineerd |
| 2015 | International Online Film Critics' Poll Awards       | Beste bewerkte scenario | The Imitation Game | Genomineerd |
| 2015 | AACTA International Awards                           | Beste scenario          | The Imitation Game | Genomineerd |
| 2015 | USC Scripter Award                                   | Beste bewerkte scenario | The Imitation Game | Gewonnen    |
| 2015 | British Academy Film Awards                          | Beste bewerkte scenario | The Imitation Game | Genomineerd |
| 2015 | Writers Guild of America Awards                      | Beste bewerkte scenario | The Imitation Game | Gewonnen    |
| 2015 | Satellite Awards                                     | Beste bewerkte scenario | The Imitation Game | Gewonnen    |
| 2015 | Oscar                                                | Beste bewerkte scenario | The Imitation Game | Gewonnen    |